# Sébastien Lecornu
Pour les articles homonymes, voir Lecornu.
Sébastien Lecornu , né le 11 juin 1986 à Eaubonne (Val-d'Oise), est un homme politique français.
D'abord membre de l'Union pour un mouvement populaire (UMP) puis des Républicains (LR), il est maire de Vernon entre 2014 et 2015 ainsi que premier vice-président de la communauté d'agglomération des Portes de l'Eure puis de Seine Normandie Agglomération de 2014 à 2020. Il est également président du conseil départemental de l'Eure de 2015 à 2017 et de 2021 à 2022.
Le 21 juin 2017, il est nommé secrétaire d'État auprès du ministre d'État, ministre de la Transition écologique et solidaire (Nicolas Hulot puis François de Rugy) dans le second gouvernement Édouard Philippe, sous la présidence d'Emmanuel Macron. Il est alors exclu de LR et adhère à La République en marche (LREM).
Le 16 octobre 2018, dans le même gouvernement, il devient ministre chargé des Collectivités territoriales auprès de Jacqueline Gourault, ministre de la Cohésion des territoires et des Relations avec les collectivités territoriales,
Le 6 juillet 2020, il est nommé ministre des Outre-mer dans le gouvernement Jean Castex. Il est élu sénateur en septembre 2020 mais quitte son siège pour rester ministre.
Il est ministre des Armées depuis le 20 mai 2022, d'abord dans le gouvernement Élisabeth Borne, le gouvernement Gabriel Attal, le gouvernement Michel Barnier (où son intitulé est étendu aux Anciens Combattants) puis dans le gouvernement François Bayrou.

## Biographie

### Famille
Fils unique, Sébastien Lecornu naît le 11 juin 1986 à Eaubonne, dans le Val-d'Oise du mariage de Jean-Pierre Lecornu, technicien aéronautique à l'usine Safran Aircraft Engines de Vernon et de Martine Rousseau, secrétaire médicale,. Proche de son grand-père gaulliste, ancien résistant et ancien vice-président d'une chambre de commerce dans le Calvados, il se passionne pour l'armée et la politique et veut d'abord devenir militaire. Il a également tenté la vie monastique à l'abbaye de Saint-Wandrille.

### Formation
Il effectue ses études secondaires à l'établissement privé catholique Saint-Adjutor de Vernon,. Titulaire d'un baccalauréat économique et social, il obtient une licence de droit puis entame un master de droit public inachevé à l'université Panthéon-Assas.

### Débuts en politique
À l'âge de 16 ans, il devient militant à l'Union pour un mouvement populaire (UMP), intègre les Jeunes de droite de la région de Vernon (JDV), puis milite lors de la campagne pour les élections régionales de 2004.
En 2005, il est assistant parlementaire de Franck Gilard, député de la cinquième circonscription de l'Eure. Il devient ainsi le plus jeune assistant parlementaire de l'Assemblée nationale. Il rencontre alors Bruno Le Maire, député (UMP) de la première circonscription de l'Eure et intègre son cabinet au secrétariat d'État des Affaires européennes, comme conseiller chargé des affaires institutionnelles. À 22 ans, il est le plus jeune conseiller ministériel du deuxième gouvernement François Fillon. Lorsque Bruno Le Maire est nommé au ministère de l'Agriculture, il devient son conseiller aux affaires réservées.
En 2010, il est nommé secrétaire départemental adjoint de l'UMP dans l'Eure. Il devient le suppléant de Franck Gilard en 2012. Puis il codirige, en 2013, la campagne de Bruno Le Maire pour la présidence de l'UMP. Il est par ailleurs secrétaire national de l'UMP de mai 2013 à octobre 2014.

### Carrière professionnelle
Sébastien Lecornu est co-fondateur et co-gérant d'une société de conseil en relations publiques et communication dédiée à la sphère publique, créée en 2013.
En parallèle, il est officier dans la réserve opérationnelle de la Gendarmerie avec le grade de lieutenant. Dans ce cadre, il est, entre 2012 et 2013, le commandant de peloton d'Alexandre Benalla, accusé en juillet 2018 d'avoir brutalisé un couple de manifestants et d'avoir usurpé la fonction de policier lors d'une des manifestations du 1er mai 2018 à Paris,.
Il est nommé colonel au titre des spécialistes de la réserve à l'automne 2017, ce qui suscite quelques critiques.

### Implantation dans l'Eure
En 2014, il se présente aux élections municipales à la mairie de Vernon, qu'il remporte dans une quadrangulaire face au maire sortant Philippe Nguyen Thanh (PS). Il est ensuite élu premier vice-président de la communauté d'agglomération des Portes de l'Eure (CAPE), qui devient la Seine Normandie Agglomération en 2017, chargé des affaires générales.

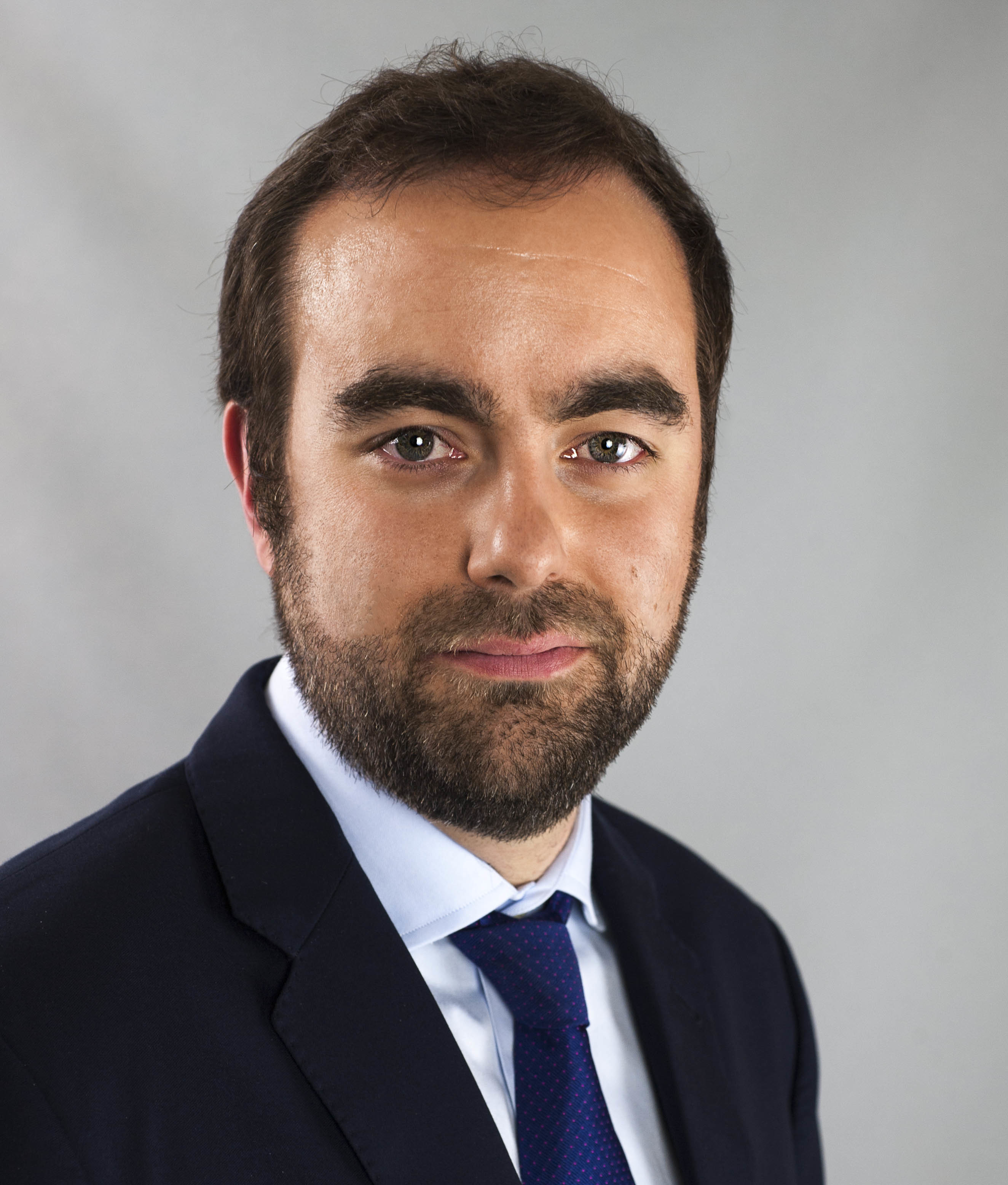
Portrait de Sébastien Lecornu comme président du conseil départemental de l'Eure, en 2015.

En 2015, il dirige la campagne de l'UMP pour les élections départementales de 2015 dans l'Eure. Candidat dans le canton de Vernon avec Catherine Delalande, il est élu conseiller départemental au second tour avec 70,74 % des suffrages exprimés. Le 2 avril 2015, il est élu président du conseil départemental de l'Eure, devenant à 28 ans le benjamin des présidents des conseils départementaux français. Selon Mediapart, il bénéficie de l'influence de Bruno Le Maire pour accéder à ce poste, alors que la présidence semblait promise à Jean-Pierre Legendre, figure historique de l’opposition lorsque le conseil départemental était dirigé par le PS : en contrepartie, celui-ci est investi dans la deuxième circonscription de l'Eure pour les élections législatives de 2017. Sébastien Lecornu nomme alors l'ancien ambassadeur de France en Roumanie, Philippe Gustin, directeur général des services et directeur de cabinet.
Il met en avant son refus d'augmenter les impôts et une gestion rigoureuse de l’argent public. Mediapart souligne que « la chasse aux fraudeurs du RSA a été — à grand renfort de communication — la politique phare menée par le département depuis l’arrivée de Sébastien Lecornu ». Il procède également à la fermeture de deux collèges en éducation prioritaire, qu'il justifie par leur taux de remplissage trop faible.
En mai 2015, il devient membre du bureau national des Républicains.
Le cumul de deux mandats exécutifs étant incompatible, il abandonne la mairie de Vernon le 4 décembre 2015. Devenu premier adjoint, Sébastien Lecornu déclare rester le chef de la majorité municipale,. Il annonce, lors d'une réunion publique locale, qu'il sera de nouveau candidat aux élections municipales de 2020.
En février 2016, à la suite de l'élection de Bruno Le Maire à la présidence de la fédération des Républicains de l'Eure, il le remplace comme secrétaire départemental. Sébastien Lecornu fait partie du premier cercle de relations de Bruno Le Maire,,. Après avoir été son assistant parlementaire puis son conseiller dans ses fonctions ministérielles, il est un des responsables de sa campagne à la primaire de la droite et du centre de 2016,,. Après la victoire de François Fillon, il devient le directeur de campagne adjoint de celui-ci. Il démissionne de ce poste le 2 mars 2017 à l'annonce de la convocation par la justice en vue d'une mise en examen de François Fillon,.
Suivant la règle non écrite selon laquelle des fonctions ministérielles sont incompatibles avec l'exercice d'un mandat exécutif local, Sébastien Lecornu est remplacé le 10 juillet 2017 à la tête du conseil départemental de l'Eure par le maire de Pacy-sur-Eure, Pascal Lehongre.
En janvier 2019, il est désigné pour diriger, au sein de LREM, l’équipe consacrée à la préparation des prochaines élections départementales, avec Jean-Yves Gouttebel. Dans le même temps, il lance le mouvement Ensemble pour l'Eure (EPE), une plateforme politique visant à fédérer les candidatures aux élections municipales de 2020 autour de la majorité départementale. Il est lui-même candidat à ces élections, en troisième position sur la liste de François Ouzilleau à Vernon.

### Secrétaire d'État

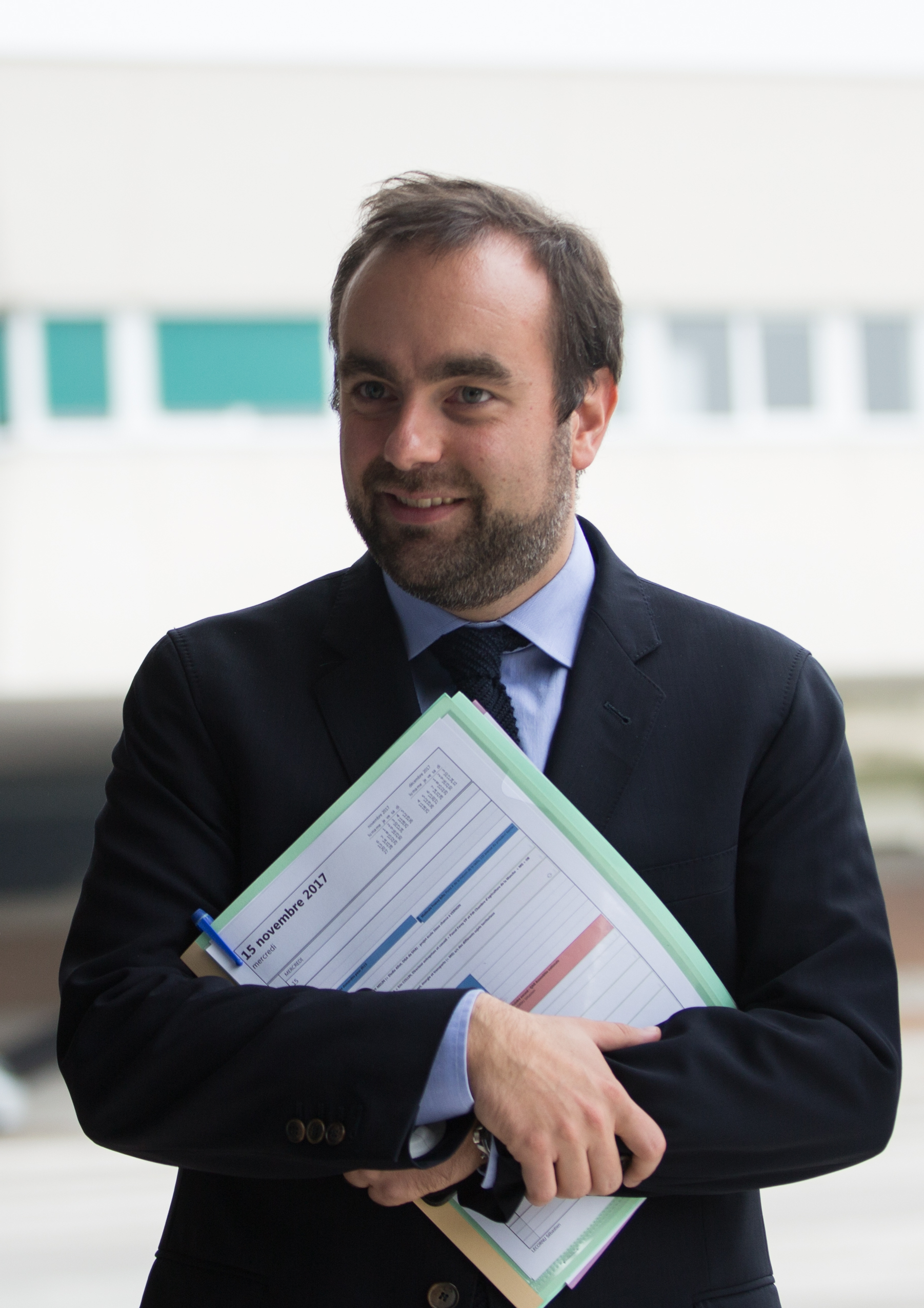
Sébastien Lecornu en 2017.

Le 21 juin 2017, il est nommé secrétaire d'État auprès de Nicolas Hulot, ministre d'État, ministre de la Transition écologique et solidaire dans le second gouvernement Édouard Philippe, dont il est le benjamin.
Il est alors suspendu de ses fonctions au sein des Républicains (notamment de sa fonction de secrétaire départemental) par le parti et une procédure disciplinaire d'exclusion est engagée contre lui. Il est exclu des Républicains le 31 octobre 2017, avec Gérald Darmanin, également membre du gouvernement, et les parlementaires Franck Riester et Thierry Solère. Le 25 novembre 2017, il adhère à La République en marche.
Nicolas Hulot lui délègue les sujets liés à l’énergie en général. Il se voit confier en particulier plusieurs dossiers sensibles comme la fermeture de la centrale nucléaire de Fessenheim, l’ouverture de l'EPR de Flamanville, ou encore le projet de centre d’enfouissement de déchets nucléaires Cigéo à Bure,,.
Contexte indique qu'il « a également un tropisme pour les questions territoriales. À ce titre, il s’est vu confier à la mise en place des contrats de transition écologique qui concerneront une vingtaine de territoires pilotes dès 2018 » : il est ainsi chargé de piloter la fermeture des quatre centrales à charbon encore présentes sur le territoire. À l'été 2017, il est envoyé en Nouvelle-Calédonie afin de rencontrer les acteurs locaux de l'île. À l'automne, il reçoit des associations d’élus locaux avant le congrès des maires. Il se rend dans ce cadre à Notre-Dame-des-Landes à la demande du Premier ministre, afin de préparer l’évacuation de la ZAD. Emmanuel Macron lui confie enfin la réforme de la chasse en France.

### Ministre chargé des Collectivités territoriales
Le 16 octobre 2018, à la faveur du remaniement ministériel du gouvernement Philippe II faisant suite à la démission de Gérard Collomb du ministère de l'Intérieur, Sébastien Lecornu est nommé ministre chargé des Collectivités territoriales auprès de Jacqueline Gourault, ministre de la Cohésion des territoires et des Relations avec les collectivités territoriales.
Le 14 janvier 2019, il est désigné avec Emmanuelle Wargon pour animer le grand débat national, organisé afin de sortir de la crise engendrée par le mouvement des Gilets jaunes. Ainsi, le lendemain, à Grand Bourgtheroulde (Eure), pour la première intervention d'Emmanuel Macron, il « s'est transformé en chauffeur de salle, faisant circuler le micro dans une assemblée dont il connaissait toutes les têtes, pour remettre d’aplomb un président abîmé » raconte Le Monde.
Fin 2019, il porte au nom du gouvernement une loi « Engagement et Proximité » visant à renforcer le statut des élus locaux et à réformer le fonctionnement des communes et intercommunalités, en modifiant plusieurs points de la loi NOTRe.
Investi par LREM pour les élections sénatoriales de 2020 dans l'Eure, il entend en cas d'élection céder son siège de sénateur tant qu'il restera au gouvernement, mais n'exclut pas d'exercer cette fonction par la suite, dans le but de prendre, selon Public Sénat, la présidence de la chambre haute.

### Ministre des Outre-mer
Le 6 juillet 2020, il est nommé ministre des Outre-mer dans le gouvernement Jean Castex, sous la première présidence d'Emmanuel Macron. C'est la première fois depuis 2009 que le ministre chargé des Outre-mer n'est pas lui-même ultramarin. Ainsi, les réactions à la suite de sa nomination sont contrastées dans ces territoires : si plusieurs élus, notamment en Guadeloupe, saluent sa maîtrise des dossiers et son expérience d'élu local, d'autres comme Gabriel Serville (député de la Guyane) ou Younous Omarjee (député européen des Outre-mer) condamnent la désignation d'un ministre non ultramarin et ironisent sur un retour du ministère des Colonies.
La Lettre A indique qu'il « emmène son noyau dur de conseillers issus de la campagne de Bruno Le Maire en 2016 puis de LREM », et qu'il « est chargé par Emmanuel Macron de redonner une portée politique au ministère en prévision de l'élection présidentielle de 2022 et de renforcer les liens avec les élus ultramarins ».
Élu sénateur de l’Eure en septembre 2020, il laisse son siège à Nicole Duranton, comme il l’avait annoncé avant son élection, au terme d’un délai d’un mois après son entrée au palais du Luxembourg. Touché par le cumul des mandats, il démissionne de son mandat d’adjoint au maire — qu’il exerçait depuis 2015 — et du conseil municipal de Vernon, le 3 novembre 2020 ; cette démission entraîne également son départ du conseil communautaire de la Seine Normandie Agglomération,.
En mars 2021, à la suite d’un échange avec des élus mahorais, Sébastien Lecornu annonce le dépôt d’un projet de loi spécifique à Mayotte « avant la fin du quinquennat » visant à tirer « un bilan lucide de ce qui a fonctionné et de ce qui a moins fonctionné » depuis la départementalisation de l’archipel en 2011.
Candidat à sa réélection dans le canton de Vernon lors des élections départementales de 2021, il arrive largement en tête au premier tour avec 58,74 % des suffrages exprimés, mais la forte abstention ne lui permet pas d’être directement élu,. Il est réélu au second tour avec 81,11 % des voix. À la surprise générale, alors qu'il est toujours ministre des Outre-mer, il reprend la présidence du conseil départemental de l'Eure, en obtenant les 39 voix de la majorité, contrairement à la pratique instaurée par Lionel Jospin en 1997 de non-cumul d'un mandat exécutif avec une fonction gouvernementale ; il y est autorisé « pour un temps » par Emmanuel Macron et Jean Castex,.
En juillet 2021, il intègre le bureau exécutif de LREM, élu sur la liste conduite par Richard Ferrand.
D'après Les Échos, il fait partie des membres du gouvernement plaidant pour un passage de l'âge de la retraite à 64 ans.
Le 27 novembre 2021, à la suite d'une vague de protestations et de manifestations contre l'obligation vaccinale pour le personnel soignant en Guadeloupe, Sébastien Lecornu se dit prêt, dans une allocution aux Guadeloupéens, à parler de l'autonomie de l'île.
Il est l'un des personnages-clefs de la préparation de la campagne présidentielle d'Emmanuel Macron de 2022. Selon Le Monde, il occupe « une position d'intouchable qui vient couronner une ascension aussi spectaculaire que fulgurante. Et symbolise tout à la fois la droitisation du quinquennat et de la future campagne ».

### Ministre des Armées
Le 20 mai 2022, il est nommé ministre des Armées dans le gouvernement Élisabeth Borne, succédant à Florence Parly, tandis que Yaël Braun-Pivet le remplace au ministère des Outre-mer. Âgé de 35 ans lors de sa nomination, il est le plus jeune titulaire de ce portefeuille ministériel depuis la Révolution française. Continuant de cumuler ses fonctions gouvernementales avec son mandat de président du conseil départemental de l'Eure, il quitte finalement la tête du département en décembre 2022.
Il présente en avril 2023 la loi de programmation militaire (LPM), qui doit s’appliquer de 2024 à 2030, et prévoit 413 milliards d’euros de dépenses militaires sur les sept années d’exercice. Le budget annuel passera ainsi de 32 milliards en 2017 à 69 milliards en 2030, soit un doublement du financement des armées. Ce budget doit notamment couvrir des investissements dans l’arsenal nucléaire français, la construction d'un nouveau porte-avions et l'augmentation des effectifs des armées. Le gouvernement compte également repousser la limite d’âge des réservistes à 70 ans, alors qu’elle est actuellement comprise entre 62 et 65 ans, avec l’objectif de doter les armées de 300 000 soldats, dont 100 000 réservistes. Les services de renseignements devraient par ailleurs voir leur budget augmenter de 60 %.
Le 11 janvier 2024, il est maintenu à son poste dans le gouvernement Gabriel Attal. Son « désir de servir » et son « ascension hors norme » au ministère des Armées lui valent la reconnaissance de certains de ses adversaires politiques, tels que Bernard Cazeneuve, et de personnalités liées au monde religieux, telles que Antoine de Romanet et Haïm Korsia, respectivement évêque aux Armées et ancien aumônier en chef du culte israélite aux Armées.
Jouissant d'une bonne cote de popularité auprès des militaires, il est reconduit successivement dans le gouvernement Michel Barnier (où son portefeuille est étendu aux Anciens Combattants) et dans le gouvernement François Bayrou, après avoir été un temps pressenti comme Premier ministre,.

## Enquête pour prise illégales d'intérêts
Le 13 janvier 2021, le Parquet national financier (PNF) indique que le ministre est visé par une enquête préliminaire, pour « prise illégale d'intérêts » et « omission de déclaration à la Haute Autorité pour la transparence de la vie publique », concernant ses activités passées à la tête du département de l’Eure. L'enquête a été ouverte en mars 2019 et est confiée à l’Office central de lutte contre la corruption et les infractions financières et fiscales (OCLCIFF). Sébastien Lecornu était rémunéré comme administrateur de la Société des autoroutes Paris-Normandie (SAPN) alors qu'il a approuvé plusieurs délibérations, en tant que président du département, ayant trait à la SAPN. Le cabinet du ministre déclare que « ce mandat a été exercé par Sébastien Lecornu de façon totalement transparente, faisant l’objet des publications légales classiques et d’une déclaration à la HATVP »,. Le 30 juin 2023, le Parquet national financier annonce le classement sans suite en estimant qu'« aucun élément n'a permis d'établir que Sébastien Lecornu avait cherché à faire prévaloir les intérêts de la SAPN sur ceux du conseil départemental de l'Eure ».

## Détail des mandats et fonctions

### Au gouvernement
- 21 juin 2017 – 16 octobre 2018 : secrétaire d'État auprès du ministre de la Transition écologique et solidaire.
- 16 octobre 2018 – 6 juillet 2020 : ministre chargé des Collectivités territoriales.
- 6 juillet 2020 – 20 mai 2022 : ministre des Outre-mer.
- Depuis le 20 mai 2022 : ministre des Armées.

### Au Sénat
- 1er octobre – 1er novembre 2020 : sénateur de l’Eure.

### Au niveau local
- 5 avril 2014 – 4 décembre 2015 : maire de Vernon.
- 18 avril 2014 – 3 novembre 2020 : premier vice-président de la communauté d'agglomération des Portes de l'Eure (CAPE) puis de la Seine Normandie Agglomération.
- Depuis le 2 avril 2015 : conseiller départemental de l'Eure (élu dans le canton de Vernon).
- 2 avril 2015 – 10 juillet 2017 : président du conseil départemental de l'Eure.
- 4 décembre 2015 – 3 novembre 2020 : premier adjoint au maire de Vernon et président du groupe majoritaire « Générations Vernon ».
- 1er juillet 2021 – 16 décembre 2022 : président du conseil départemental de l'Eure.

### Autres
- Depuis 2015 : président du conseil d'administration du musée des Impressionnismes Giverny.
- Depuis le 16 juin 2015 : président de l'établissement public foncier de Normandie[71].

## Synthèse des résultats électoraux

### Élections sénatoriales
Les résultats ci-dessous concernent uniquement les élections où il est tête de liste.
| Année | Nuance | Nuance | Circonscription | Voix | %     | Rang | Sièges obtenus |
| ----- | ------ | ------ | --------------- | ---- | ----- | ---- | -------------- |
| 2020  |        | DVC    | Eure            | 589  | 30,76 | 2e   | 1 / 3          |

### Élections départementales
| Année | Nuance | Nuance | Canton           | 1er tour | 1er tour | 1er tour | 2d tour | 2d tour | 2d tour | Issue |
| Année | Nuance | Nuance | Canton           | Voix     | %        | Rang     | Voix    | %       | Rang    | Issue |
| ----- | ------ | ------ | ---------------- | -------- | -------- | -------- | ------- | ------- | ------- | ----- |
| 2015  |        | UD     | Canton de Vernon | 3 438    | 43,10    | 1er      | 5 180   | 70,74   | 1er     | Élu   |
| 2021  |        | DIV    | Canton de Vernon | 3 274    | 58,74    | 1er      | 4 239   | 81,11   | 1er     | Élu   |

### Élections municipales
Les résultats ci-dessous concernent uniquement les élections où il est tête de liste.
| Année | Nuance | Nuance | Commune | 1er tour | 1er tour | 1er tour | 2d tour | 2d tour | 2d tour | Sièges obtenus |
| Année | Nuance | Nuance | Commune | Voix     | %        | Rang     | Voix    | %       | Rang    | Sièges obtenus |
| ----- | ------ | ------ | ------- | -------- | -------- | -------- | ------- | ------- | ------- | -------------- |
| 2014  |        | UMP    | Vernon  | 2 922    | 31,84    | 1er      | 4 305   | 45,44   | 1er     | 26 / 35        |

## Distinctions

### Décorations françaises
Sébastien Lecornu est nommé ex officio chevalier de l'ordre du Mérite agricole en 2012 en tant que membre du cabinet du ministre de l'Agriculture, chevalier de l'ordre des Arts et des Lettres en 2017 en tant que président du conseil d'administration du musée des Impressionnismes Giverny. Il est ex officio en 2022, titulaire de la médaille d'honneur de l'engagement ultramarin échelon or en tant que ministre des Outre-mer.

### Décorations étrangères
Sébastien Lecornu est titulaire de plusieurs décorations étrangères. Il est :
- en 2021 : grand officier de l'ordre national du Cèdre (Liban)[75],[76] ;
- en 2021 : commandeur de l'ordre de l'Étoile de Mohéli (Union des Comores)[75] ;
- commandeur de l'ordre national du Lion du Sénégal[75] ;
- en 2023 : 2e classe de l'ordre du Mérite (Ukraine) [75] ;
- en 2023 : chevalier de l'ordre de Saint-Charles (Monaco)[77] ;
- en 2024 : grand croix de l'ordre du Mérite de la République fédérale d'Allemagne[75] ;
- en 2024 : commandeur première classe de l'ordre royal de l'Étoile polaire (Suède)[78] ;
- médaille Zayed II de 1re classe (Émirats arabes unis)[75].

### Engagement militaire
Il est lieutenant puis colonel au titre des spécialistes de la réserve opérationnelle de la Gendarmerie nationale,, titulaire depuis 2015 de la médaille de la Défense nationale, bronze, agrafe « Gendarmerie nationale » et de la médaille des services militaires volontaires, argent, depuis 2017.

## Publications

### Auteur
- Sébastien Lecornu, Vers la guerre ? : la France face au réarmement du monde, Paris, Plon, 2024, 288 p. (ISBN 2259320651).

### Préfacier
- Jean-Paul Lefebvre-Filleau (préf. Sébastien Lecornu), Les résistants de Dieu : chrétiens, juifs et musulmans unis contre le nazisme en France occupée, Éditions du Rocher, 2022, 544 p. (ISBN 978-2268107370).
- Jean-Paul Lefebvre-Filleau (préf. Sébastien Lecornu), Les combats de la libération de l'Île-de-France : du 19 au 31 août 1944, Les éditions de l'Histoire, 2024, 450 p. (ISBN 978-2491320775).

## Pour approfondir